# Dimitri (Clown)

Clown Dimitri mit seinen Kindern, Oktober 1966, Foto: Heinz Baumann, Comet Photo, Bildarchiv der ETH Zürich

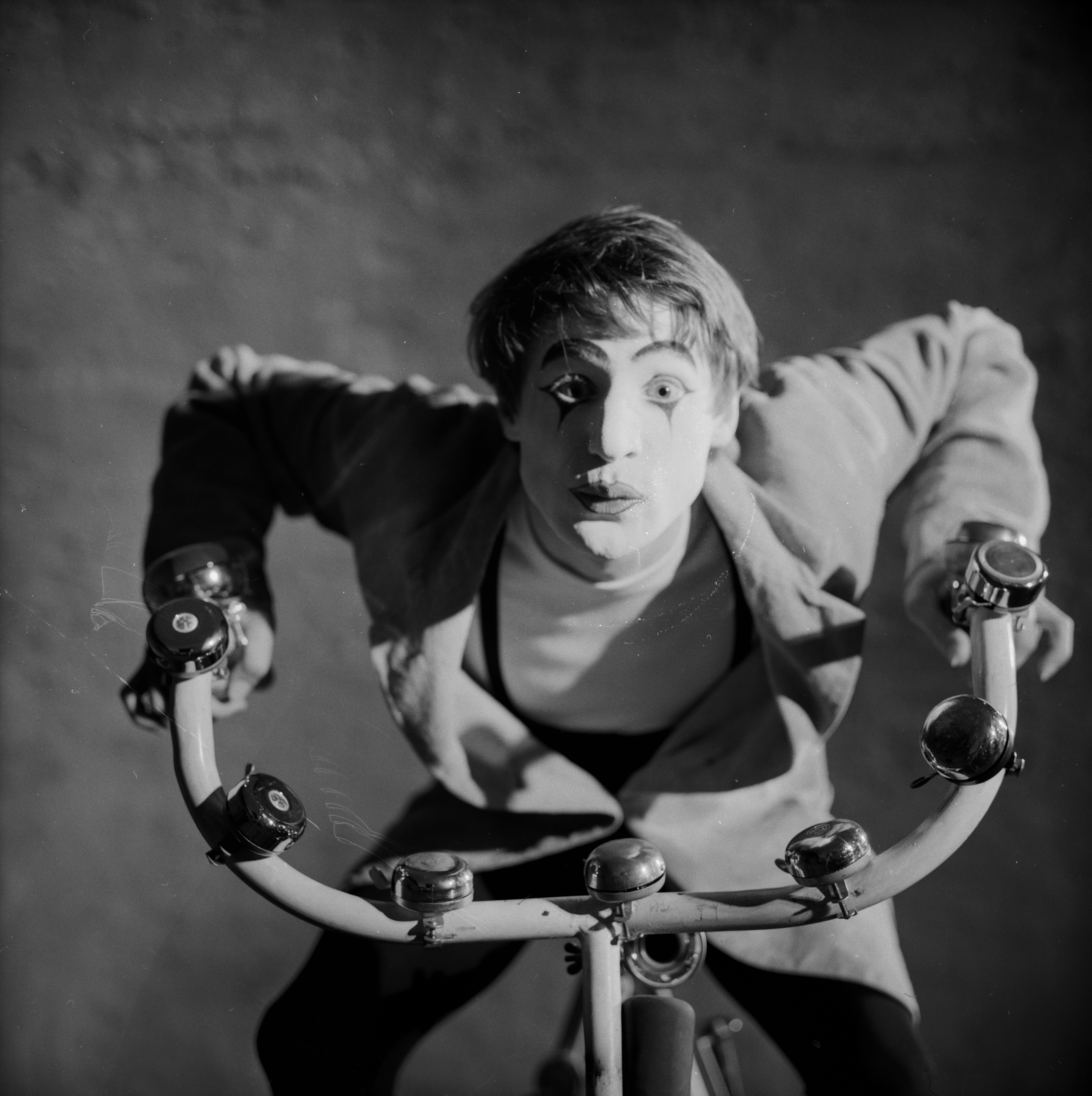
Dimitri bei einem Auftritt 1962

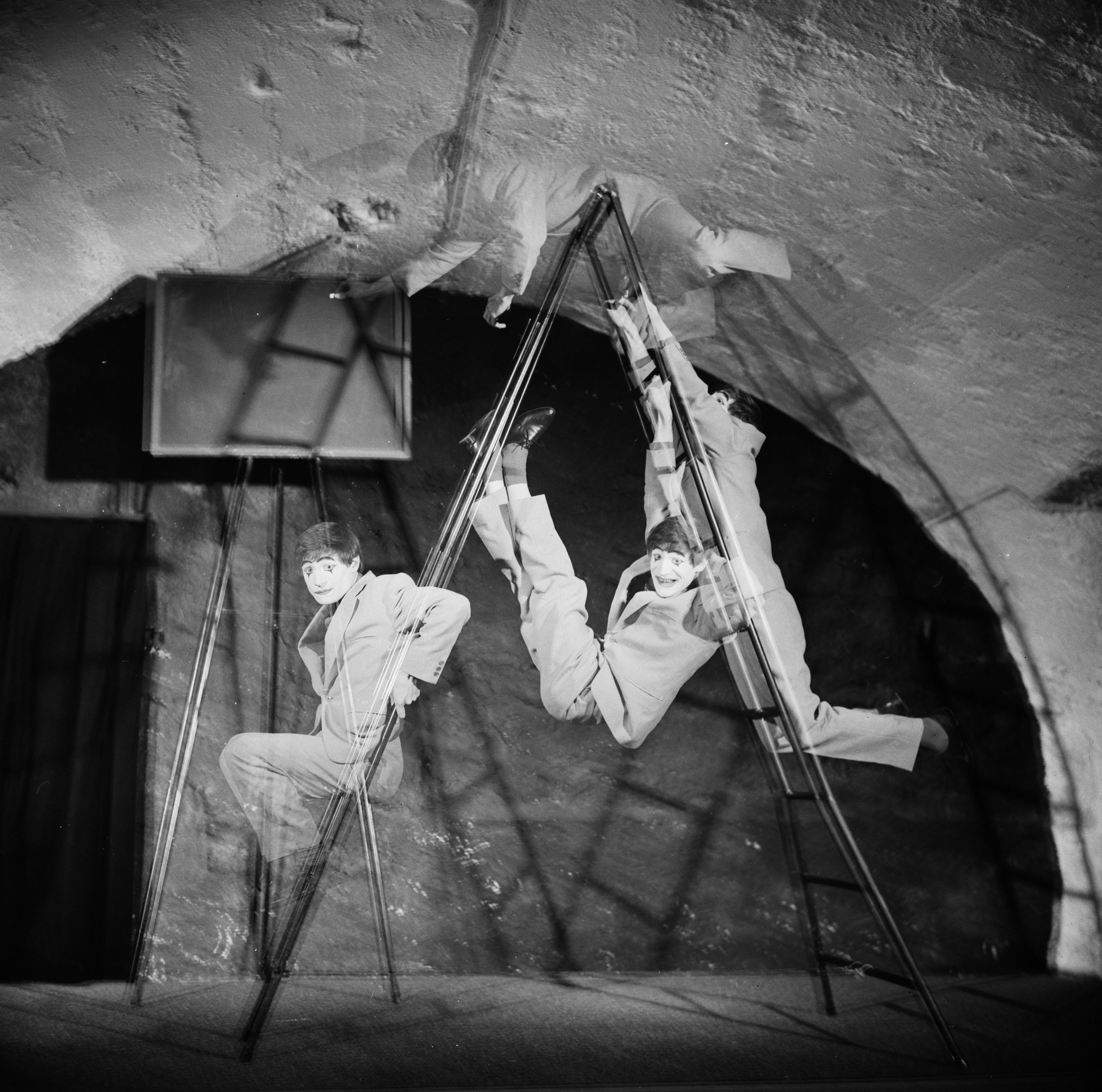
Dimitri in Ascona, 1962

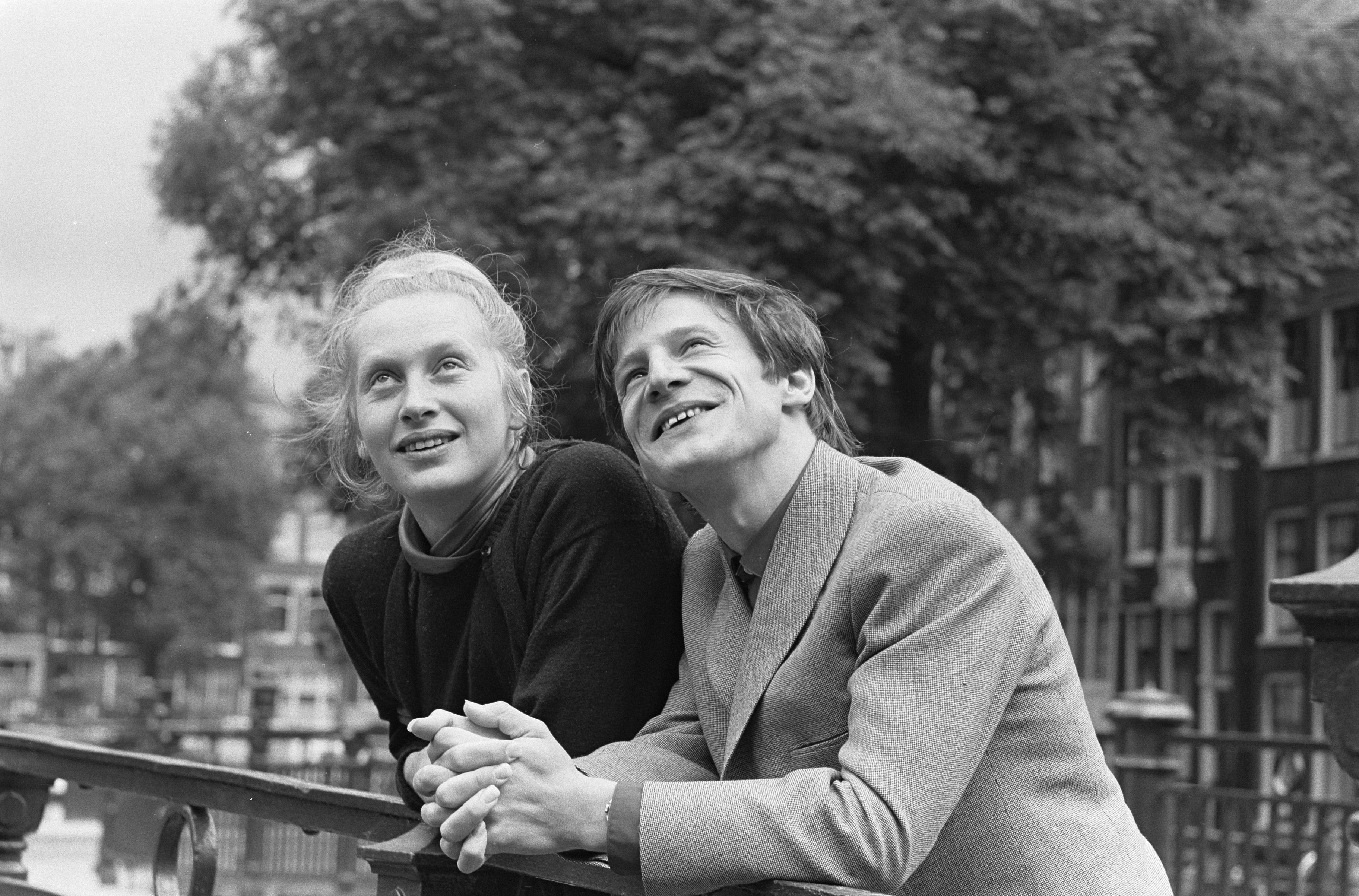
Dimitri und Gunda Salgo in Amsterdam, 1962, Quelle: Nationaal Archief

Dimitri (* 18. September 1935 in Ascona als Dimitri Jakob Müller; † 19. Juli 2016 in Borgnone) war ein Schweizer Clown. Sein bürgerlicher Name lautete seit einer Namensänderung Jakob Dimitri.

## Leben
Dimitri verbrachte seine Kindheit in Ascona im Kanton Tessin. Sein Vater war der Bildhauer, Maler und Architekt Werner J. Müller, seine Mutter Maja geborene Tschirren war Kunsthandwerkerin; durch die Eltern begegnete er der Anthroposophie. Als er im Alter von sieben Jahren den Schweizer Clown Andreff im Circus Knie erlebte, entschloss er sich, auch Clown zu werden. Nach zehn Schuljahren im Tessin und in Zürich absolvierte er eine Töpferlehre bei Margrit Linck-Daepp in Zollikofen bei Bern. In dieser Zeit nahm er bereits Unterricht in Schauspiel, Musik, Ballett und Akrobatik. Er spielte erste komische Rollen an Studentenbühnen und schuf erste kurze Clown- und Pantomime-Nummern.
Nach Abschluss der dreijährigen Lehre zog er 1954 nach Aix-en-Provence und 1955 weiter nach Paris; dort studierte er Pantomime bei Etienne Decroux, Akrobatik und Seiltanz bei Zirkusartisten und lernte Gitarre bei Flamenco-Spielern. Es folgte ein kurzer Aufenthalt in Schweden, wo er als Töpfer arbeitete und gleichzeitig Kurse bei einem Kunstturner besuchte. Wieder in Paris, wurde er 1958 Schüler von Marcel Marceau, der ihn bald für zwei Mimodramen in seine Truppe aufnahm. Darauf arbeitete er als dummer August mit dem Weissclown Maïss an verschiedenen Galas, in einem Wanderzirkus in Frankreich und schliesslich im Cirque Medrano in Paris.

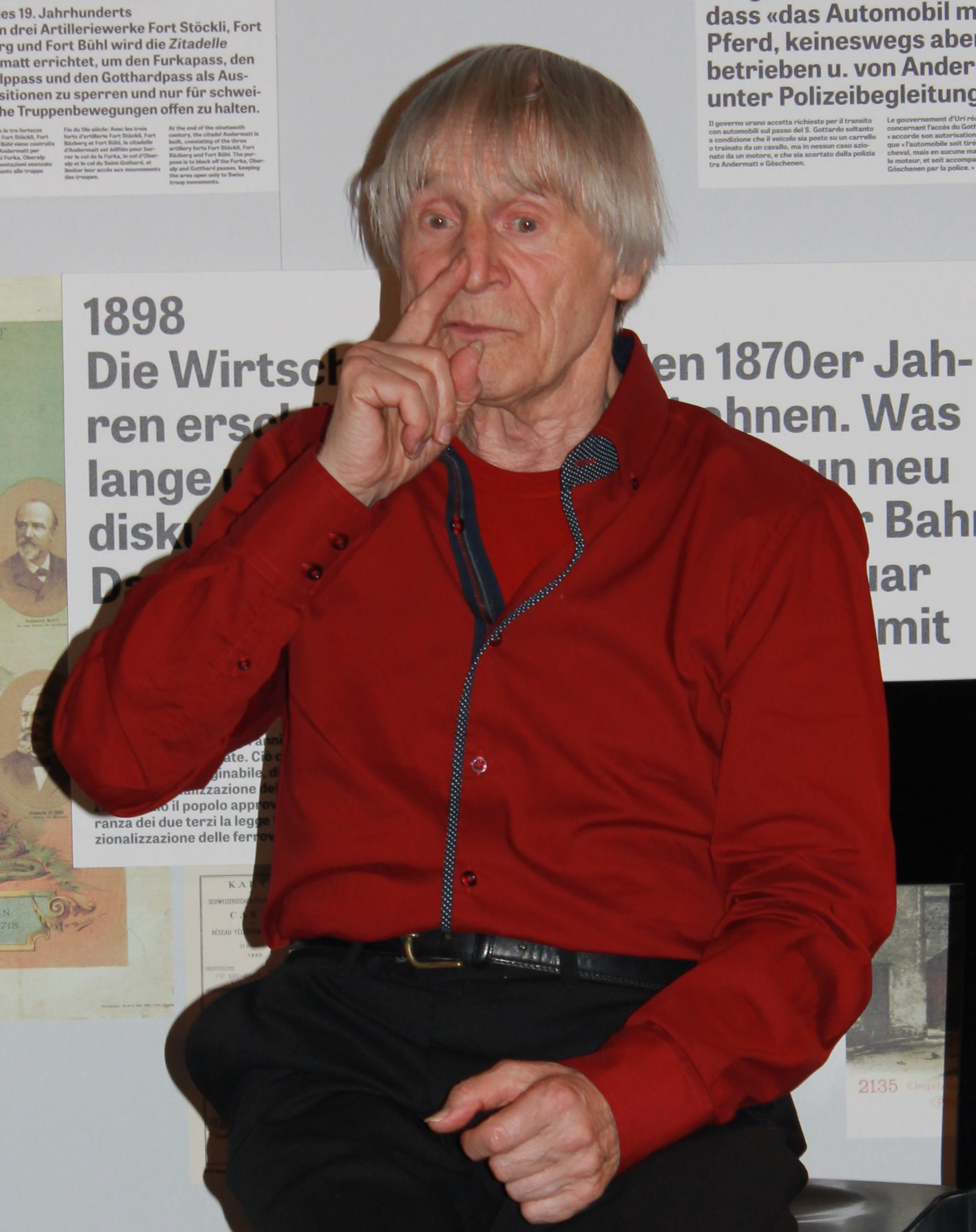
Dimitri, 2016

1959 fand die Uraufführung seines ersten Soloprogramms in Ascona statt. In Innsbruck hatte er sein erstes Engagement als Clown im Ausland, danach spielte er drei Monate lang im Berner Kleintheater Kramgasse 6. In den folgenden Jahren schuf er drei weitere Soloprogramme (Porteur, Teatro und Ritratto). Daneben zeichnete und malte er und sang Volkslieder. So kamen verschiedene Platten und Bücher von ihm heraus, und seit 1990 fanden regelmässig Ausstellungen seiner Bilder und Objekte statt. 1970, 1973 und 1979 war er mit dem Circus Knie unterwegs. Tourneen führten ihn durch Europa, Nord- und Südamerika, China, Japan und Australien. Nebst anderen Projekten gab Dimitri mit seinen Soloprogrammen und der Familienshow La Famiglia Dimitri zuletzt mehr als 100 Vorstellungen pro Jahr.
1961 heiratete er Gunda Salgo (1934–2020); 1964 wurden sie in Borgnone im oberen Centovalli sesshaft. Von ihren fünf Kindern sind vier im Umkreis von Theater und Zirkus tätig geworden; bekannt sind besonders der Seiltänzer David Dimitri, die Sängerin und Schauspielerin Nina Dimitri sowie die Akrobatin Masha Dimitri. 1971 gründete Dimitri mit seiner Frau ein Theater in Verscio und 1975 die Scuola Teatro Dimitri, heute Hochschule für Bewegungstheater und Theaterkreation. 1978 entstand die Compagnia Teatro Dimitri, für die er fast alle Stücke selber kreiert hat (Idee, Regie, Kostüme, Plakate), 1981 die Fondazione Dimitri. 
Im Jahr 2000 gründete Dimitri zusammen mit Harald Szeemann das Museo Comico in Verscio. Die Gemeinde Verscio hat ihm 2005 die Ehrenbürgerschaft verliehen. Dimitri engagierte sich als Botschafter für die Christoffel-Blindenmission in der Schweiz. Er starb im Juli 2016 im Alter von 80 Jahren.

## Auszeichnungen
- 1969: Kulturpreis der Stadt Winterthur
- 1973: Grock-Trophäe
- 1976: Hans Reinhart-Ring
- 2009: Preis der Stiftung Dr. J. E. Brandenberger
- 2009: SwissAward – Auszeichnung Kultur
- 2013: SwissAward – Auszeichnung Lifetime Award

## Schriften

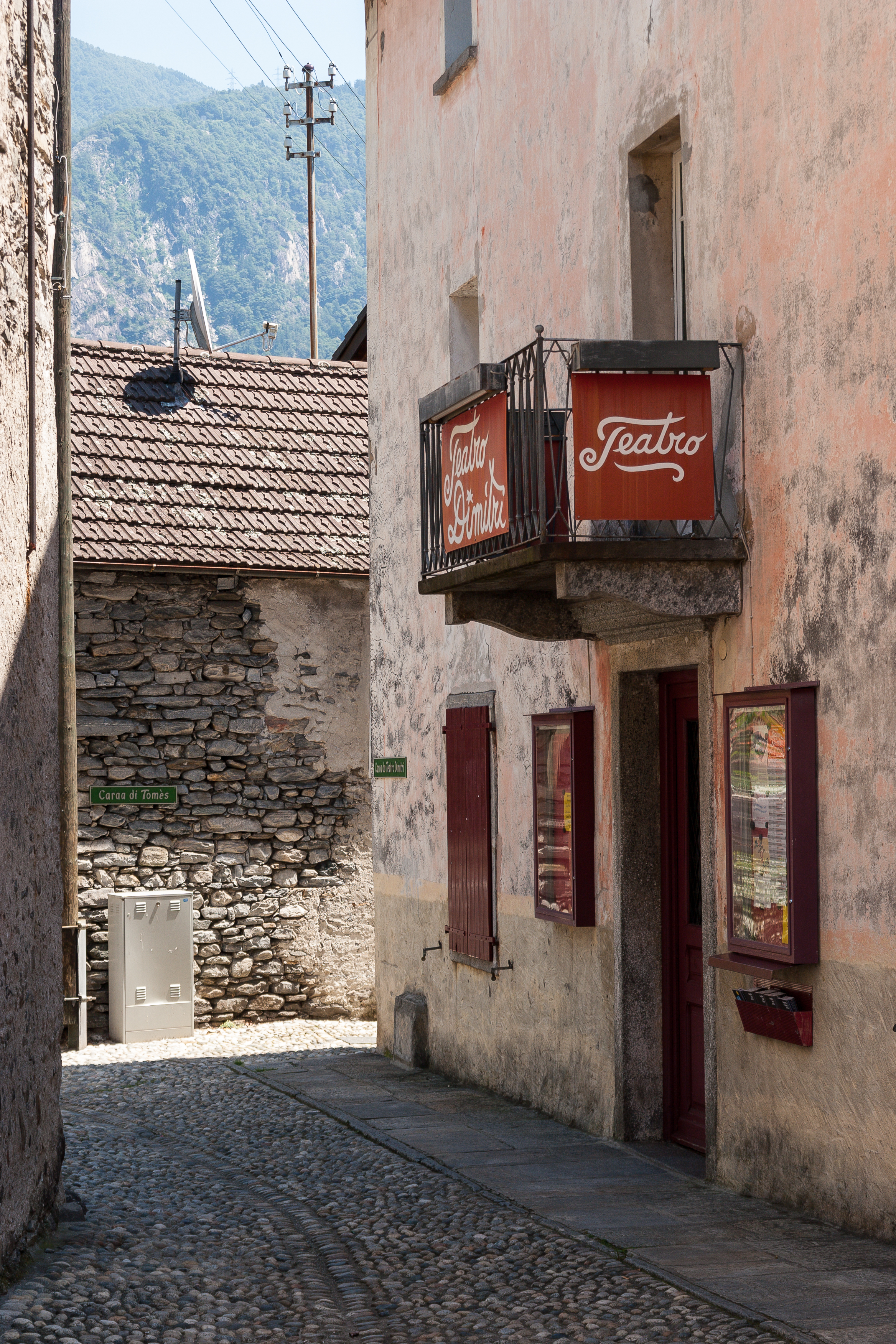
Teatro Dimitri in Verscio, Tessin

- Clown Dimitri – Ich. Benteli, Bern 1970.
- Dimitri Album. Vorwort von Max Frisch. Benteli, Bern 1973; erw. Ausgabe 1979, ISBN 3-7165-0312-6.
- Der Schlaufenclown. 81 Geschichten. Benteli, Bern 1980.
- Dimitri malt. Sauerländer, Aarau 1990, ISBN 3-7941-3308-0.
- Mein Humofant. Pro Juventute, Zürich 1994, ISBN 3-7152-0298-X.
- Humor. Gespräche über die Komik, das Lachen und den Narren. Herausgegeben von Corina Lanfranchi, Verlag am Goetheanum, Dornach, von Corina Lanfranchi 1995, ISBN 3-7235-0900-2.

## Filmografie
- Dimitri – Clown. Dokumentarfilm von Friedrich Kappeler. T&C Film, Zürich 2004.
- Dimitri. Auf dem Monte Verità. Das letzte Interview. In: art-tv.ch. 16. Juli 2016 (zu seiner Rolle im Stück Träume eines anderen Lebens des Teatro Monte Verità).